# Жіноча шахова олімпіада 2014
26-та жіноча шахова олімпіада проходила з 1 по 14 серпня 2014 року в рамках 41-ї шахової олімпіади, що відбувала в Норвегії у місті Тромсе.